# Пинцоло
Пинцоло (итал. Pinzolo, нем. Pinzol) — коммуна в Италии, располагается в провинции Тренто области Трентино-Альто-Адидже.
Население составляет 3054 человека, плотность населения составляет 44 чел./км². Занимает площадь 69 км². Почтовый индекс — 38086. Телефонный код — 0465.
Покровителем населённого пункта считается святой Лаврентий. Праздник ежегодно празднуется 10 августа.